# تسوكاسا ماتسوياما
تسوكاسا ماتسوياما (باليابانية: 益山 司) (25 يناير 1990 في مينوكامو غيفو في اليابان – )؛ هو لاعب كرة قدم ياباني سابق كان يلعب كلاعب وسط.

## وصلات خارجية
- تسوكاسا ماتسوياما على موقع الاتحاد الدولي (مؤرشف)  (الإنجليزية)
- تسوكاسا ماتسوياما على موقع رابطة كرة القدم اليابانية للمحترفين (اليابانية)
- تسوكاسا ماتسوياما على موقع قاعدة بيانات كرة القدم.إي يو (الإنجليزية)
- تسوكاسا ماتسوياما على موقع Soccerway.com (الإنجليزية)
- تسوكاسا ماتسوياما على موقع عالم كرة القدم.نت (الإنجليزية)